# Trakovice
Trakovice es un municipio situado en el distrito de Hlohovec, en la región de Trnava, Eslovaquia. Tiene una población estimada, en octubre de 2024, de 1542 habitantes.
Está ubicado cerca del río Váh (cuenca hidrográfica del Danubio).

## Demografía
| Año        | 1994 | 2004    | 2014     | 2024    |
| ---------- | ---- | ------- | -------- | ------- |
| Población  | 1253 | 1321    | 1511     | 1539    |
| Diferencia |      | +5,42 % | +14,38 % | +1,85 % |

| Año        | 2023 | 2024    |
| ---------- | ---- | ------- |
| Población  | 1545 | 1539    |
| Diferencia |      | −0,38 % |